# Metazygia uratron
Metazygia uratron är en spindelart som beskrevs av Levi 1995. Metazygia uratron ingår i släktet Metazygia och familjen hjulspindlar. Inga underarter finns listade i Catalogue of Life.